# Die Mumie des Pharao
Die Mumie des Pharao (Originaltitel: Dawn of the Mummy) ist ein italienisch-US-amerikanischer Horrorfilm von Frank Agrama aus dem Jahr 1981. Er war auch für das Drehbuch und die Produktion zuständig.

## Handlung
Vor 3000 Jahren v. Chr. wird der Pharao in den Pyramiden von Gizeh beigesetzt. In der Gegenwart sprengt der Grabräuber Rick mit seinen zwei Handlangern Karib und Tarak den Eingang zum Grab des Pharaos. Aufgrund ausströmenden Giftgases beschließt Rick, erst am nächsten Tag nach den Schätzen im inneren der Pyramide zu suchen. Plötzlich taucht eine alte Frau auf, die den drei Männern dringend davon abrät, das Grab zu betreten. Als Rick sie mit Waffengewalt verscheuchen kann, trifft die Frau auf eine Gruppe Kameltreiber. Sie bittet diese darum, das Grab vor den Plünderern zu beschützen. Allerdings wollen auch sie die Schätze haben und eilen deswegen ohne zu überlegen ins Innere und erliegen nach und nach dem Giftgas.
Es gibt einen Ortswechsel nach New York City, wo der Fotograf Bill gerade ein Fotoshooting mit dem Model Lisa hat. Später erhalten sie das Angebot, ein besonderes Fotoshooting in Ägypten erleben zu dürfen. So fliegen sie mit weiteren Fotomodels in den Wüstenstaat. Auf ihrer Fahrt in die Wüste, platzt von einem der zwei Jeeps ein Reifen. Während des Reifenwechsels entfernen sich Lisa und Männermodel Gary von der Gruppe. Schon bald stoßen sie hinter einer Düne auf eine Leiche, einer der Kameltreiber.
Unberührt vom Leichenfund startet die Modelgruppe mit ihrem Fotoshooting. Währenddessen sprengt Rick im inneren der Pyramide fleißig weiter und stößt auf die Schatzkammer. Karib bemerkt die Gruppe der Models und beschießt sie mit seinem Gewehr. Rick findet das übertrieben und befiehlt ihm, damit aufzuhören. Im Gegenteil, er entschuldigt sich bei der Gruppe und gibt sich als Archäologe aus. Als Bill den Eingang zum Grab bemerkt, beschließt er, dass man an dieser Location mit dem Fotoshooting weiter macht. Nur widerwillig stimmt dem Ricky zu. Aufgrund der Hitze der Scheinwerfer wird die Mumie des Pharaos langsam wieder lebendig.
Der Reihe nach werden die Gruppenmitglieder Opfer der Mumie: Zuerst wird die Hand der Stylistin Jenny verletzt, später wird Karib, der sich alleine mit dem Goldschatz davon machen will, ermordet. Währenddessen lässt sich eines der Models auf Ricky ein. Später erscheint die Mumie in der ortsnahen Stadt und tötet Tarak in seinem Schlachthof. Ricky, scheinbar dem Wahnsinn verfallen, erscheint erneut in der Grabkammer und wird in der Schatzkammer von der Mumie getötet. Überall tauchen nun Zombies aus der Erde auf. Melinda und June baden gemeinsam in einem See. Als die beiden getrennt voneinander zurück ins Lager wollen, wird Melinda von der Mumie gehetzt und wird schlussendlich von einer Gruppe Zombies gefressen.
Bill, der bemerkt, dass seine Gruppe immer kleiner wird, beschließt sich zur Grabkammer zu begeben. Er wird wenig später das nächste Opfer der Mumie. Aufgrund des Fehlens von Bill später im Lager, beschließen die letzten Überlebenden zurück in die Stadt zu flüchten. Dort wurde kurz vorher Jenny getötet. Die Zombies fallen nun auch über die Stadtbewohner her und die Mumie schafft es, die letzten Überlebenden in einen Schuppen in die Falle zu locken. Dieser entpuppt sich als das Lager der Grabräuber um Ricky. Die Flucht gelingt aus dem Schuppen, außerdem kann das letzte dort gelagerte Dynamit gesprengt werden, als sich die Mumie noch im Schuppen befand. Als sich die Überlebenden vom Ort entfernen, sieht man, wie sich die Hand der Mumie aus dem Feuer erhebt…

## Kritik
„Drei Schatzgräber sind in der ägyptischen Wüste dabei, ein Pharaonengrab auszurauben, als ein Modefototeam erscheint und die Grabkammern als ideale Kulisse für seine Arbeit benutzen will. Die Rache des wiedererwachenden Pharao ist furchtbar. Mit äußerst groben Mitteln arbeitendes übles Zombie-Machwerk. - Wir raten ab.“

## Trivia
- Der Film wurde am 21. August 2020 auf Tele 5 als Teil des Sendeformats Die schlechtesten Filme aller Zeiten ausgestrahlt.